# アイドルネッサンス
アイドルネッサンスは、2014年から2018年まで活動していた日本の女性アイドルグループ。所属事務所はソニー・ミュージックアーティスツ(SMA)、所属レーベルはT-Palette Records。通称「アイルネ」。

## 概要
プロダクション設立40周年を迎えたSMAが初めて立ち上げたアイドルプロジェクト。
2013年、プロジェクト始動。当初はプログレッシブ・ロックを歌うアイドルという案もあったが、SMAきってのアイドル通として知られる小出祐介(Base Ball Bear)から、「（プログレッシブなら既に）BELLRING少女ハートもあるし、（今からアイドルに手を出すのは）絶対やめた方がいい」とアドバイスを受ける。しかし、プロジェクト・リーダーの「アイドルは絶対になくならない」との信念から、水面下でプロジェクトが進行。夏、オーディション「SMA TEENS AUDITION HuAHuA 2013」開催。全国9107名の中から選ばれた13人が“候補生”としてデビューを目指し、歌やダンスレッスンなどに取り組んだ。候補生に歌わせたBase Ball Bearの「17才」を聴いて、古今の楽曲を歌とダンスで表現する「名曲ルネッサンス」をテーマに活動することが決まった。なお、「ルネッサンス」の名称はノエビアのCM「コスメティック・ルネッサンス」シリーズ に由来する。
2014年1月より研修期間を兼ねて、候補生12名の中から正式メンバーを決定するオーディション開始。5月4日、候補生10人のお披露目と、正式メンバーの選出を兼ねたイベント「アイドルネッサンス候補生初ライブ」開催。正式メンバー7人が決定、プロジェクトネーム「アイドルネッサンス」を正式にグループ名として活動開始。7月7日、初のCDシングル「17才」リリース。7月から8月にかけてAKIBAカルチャーズ劇場で「デビュー直前アイドル5組新人公演〜真夏のシンデレラたち〜」を行い、同様のコンセプトで活動するハコイリ♡ムスメ を僅差でかわし1位のシンデレラユニットとなり、2014年10月より同劇場にてレギュラー公演「アキバで頑張るネッサンス!!」を開始。レギュラー公演はタイトル名を変更しながら2015年9月まで1年間行われた。12月13日に行われた「T-Palette Records感謝祭2014」でT-Palette Recordsへの所属がサプライズ発表。
2015年3月24日、大江千里のカバー曲「YOU」で初の全国流通でのCDをリリース。4月22日に発売されたT-Palette所属アーティストによるピチカート・ファイヴをカバーしたコンピレーション・アルバム『アイドルばかりピチカート』で、初めてSMA以外のアーティストのカバーに挑戦。7月よりAKIBAカルチャーズ劇場でレギュラー公演「アキバで想い出トラベルネッサンス」をスタート。さまざまな楽曲をカバーしながらオリジナル楽曲が生まれた年代にタイムトラベルするというコンセプトのもと、9月まで同会場にて開催。11月からはコンセプトはそのままに、会場の規模を拡大して恵比寿ザ・ガーデンルームにて新シリーズ「エビスで想い出トラベルネッサンス」をスタート。
2016年6月11日、ニッショーホールにて「アイドルネッサンス部」の新体制を発表。2015年10月に発表されて以来オーディションを続けてきたアイドルネッサンス候補生の中からアイドルネッサンスへ原田珠々華、野本ゆめかの2名が加入し8名体制に。同じくアイドルネッサンス候補生の栗原舞優、関澤朋花、磯前星来、朝熊 萌、島崎友莉亜、橋本麗愛、徳久陽日の7名にアイドルネッサンスとの兼任の宮本茉凜を加えた8名による、21世紀のアイドルソングをカバーして歌い継ぐ活動がコンセプトの新グループ「AIS（アイス）」を結成。グループ名は「ALL IDOL SONGS」を意味する。
A&Rディレクターの照井紀臣は「B.L.T.」2016年5月号でのインタビューで、小出祐介の「ハコイリ♡ムスメが2015年にオリジナル曲を発表したが、アイドルネッサンスもオリジナル曲を視野に入れて活動するのか」という問いに、「日本にはいい歌が無限にあるので、今のところその可能性は低い」と答えていた が、2016年11月6日にZepp DiverCity (TOKYO)で行われたワンマンライブ「お台場で迸るネッサンス!!」にて、2017年春に小出祐介作詞・作曲による初のオリジナル曲をリリースすることが発表された。
2017年4月2日に東京・渋谷WWW Xで行なわれた「シブヤでオリジナルネッサンス!!」にて初のオリジナル曲「交感ノート」を披露。8月8日、「交感ノート」と、すでにライブのレパートリーとして歌われている「Blue Love Letter」に、未発表の新曲を加えた4曲のミニ・アルバム『前髪がゆれる』リリース。
2018年1月20日に公式サイトにて解散を発表。2月24日、横浜ベイホールでラストライブを開催し解散した。

## 略歴

### 2014年
- 1月8日、プロジェクトの立ち上げ宣言とともに候補生12人の中から正式メンバーが決まることが発表された[17]。
- 1月29日、オフィシャルYouTubeチャンネル開設[18]。
- 3月5日、候補生3号れなが活動辞退。
- 4月11日、候補生6号めぐみが活動辞退。
- 5月4日、約半年のオーディションの結果正式メンバー7人が決定[19]。
- 7月7日、1stシングル「17才」発売[20]。
- 7月25日 - 8月29日、AKIBAカルチャーズ劇場で行われた「デビュー直前アイドル5組新人公演〜真夏のシンデレラたち〜」で金曜日の公演（「AKIBAカルチャーズ劇場×名曲ルネッサンス」）を担当。
- 10月20日、AKIBAカルチャーズ劇場でレギュラー公演「アキバで頑張るネッサンス!!」開始。
- 11月24日、2ndシングル「太陽と心臓/初恋」を定期公演のライブ会場で先行発売。
- 11月30日、トレッサ横浜にて初のリリースイベント「ショッピングモールネッサンス!!」開催（2回公演）。
- 12月13日、「T-Palette Records感謝祭2014」（ステラボール）にて、T-Palette Recordsへの所属がサプライズ発表[7]。
- 12月29日、ハコイリ♡ムスメと2マンライブ「ハコから生まれたライバルネッサンス!!」開催[21]。

### 2015年
- 1月18日、タワーレコード新宿店にて初のインストアイベント「インストアイドルネッサンス〜はじめまして!タワレコさん〜」開催[22]。
- 3月24日、T-Palette Records第1弾シングル「YOU」[7] 発売。
- 5月4日、AKIBAカルチャーズ劇場にて結成1周年記念ライブ「アキバで1周年を感謝するネッサンス!!」を開催[23]。
- 7月11日、「TOKYO IDOL PROJECT LIVE Vol.6 TIF2015メインステージ争奪LIVE!!」でAKIBAカルチャーズ劇場に来場した観客とニコニコ生放送視聴者からの投票でいずれも1位となり、TOKYO IDOL FESTIVAL 2015のメインステージへの出場権を獲得[24]。
- 7月13日、AKIBAカルチャーズ劇場でレギュラー公演「アキバで想い出トラベルネッサンス」開始。
- 8月1・2日、TOKYO IDOL FESTIVAL 2015に出演。メインステージ「HOT STAGE」でのライブでは、応援団（後述）のオテンキのりがMCを務め、酒井瞳もゲストとして駆けつけた[25]。また、つりビットとTIF限定コラボユニット「ルネビット」を結成。HOT STAGEで行われたグランドフィナーレでも「夏の決心」（アイドルネッサンス）「真夏の天体観測」（つりビット）を披露した[26]。
- 9月1日、橋本が9月30日をもってアイドルネッサンスを卒業することを公式サイトにて発表[27]。
- 10月4日、恵比寿ザ・ガーデンルームにて「1stワンマンライブ エビスではじまるネッサンス!!」開催。
- 10月5日、SMA内「アイドルネッサンス部」が新たにアイドルネッサンス候補生の育成開始を公式サイトにて発表。
- 10月10日、タワーレコード新宿店のオープン17周年を記念したコラボレーション・アイテムとして、アナログ7インチ「17才」を限定発売[28]。
- 10月27日、3カ月連続新曲音源リリース第1弾ミュージックフォトカード「タイム・トラベル/Lucky」発売。音源のほか、映像コンテンツと音声コンテンツを収録[29]。
- 11月8日、恵比寿ザ・ガーデンルームにてレギュラー公演「エビスで想い出トラベルネッサンス」開始[9]。
- 11月24日、3カ月連続新曲音源リリース第2弾ミュージックフォトカード「雪が降る町/ガリレオのショーケース」発売。ダウンロードコンテンツは音源のほか、映像コンテンツ全7種と音声コンテンツ全1種が含まれる[30]。
- 12月22日、3カ月連続新曲音源リリース第3弾となる通算5枚目のシングル「Funny Bunny」発売。
- 12月25日、SMA内の「アイドルネッサンス部」が新たに育成を開始した「アイドルネッサンス候補生」10名の写真とプロフィールを公式サイトにて発表[31]。

### 2016年
- 1月3日、候補生たまきが活動辞退。
- 1月11日、東京・タワーレコード新宿店でのシングル発売記念イベントにて3月22日に初のフルアルバムリリースを発表[32]。
- 2月28日、LIQUIDROOMにて2ndワンマンライブ「エビスですこぶるネッサンス!!」開催[33]。
- 3月22日、初のフル・アルバム「アワー・ソングス」発売[34]。
- 3月23日、音楽実験室 新世界にて高級オーディオによるアルバム試聴会イベント「新世界で新たな音の世界に踏み入れるネッサンス!!」を開催[35]。
- 5月4日、TSUTAYA O-EASTにて2周年記念ワンマンライブ「シブヤで2周年を感謝するネッサンス!!」開催[36]。
- 6月6日、1stアルバム『アワー・ソングス』をアナログ盤でリリースするためのプロジェクト「アイドルネッサンス アナログレコード化プロジェクト」スタート[37]。
- 6月11日、日本消防会館（ニッショーホール）にて「アイドルネッサンス部」の新体制発表およびお披露目イベント「新体制お披露目するネッサンス!!」開催[38]。アイドルネッサンス候補生の中から原田珠々華、野本ゆめかのアイドルネッサンスへの加入[39]、栗原舞優、関澤朋花、磯前星来、朝熊 萌、島崎友莉亜、橋本麗愛、徳久陽日と宮本茉凜の兼任による新グループ「AIS（アイス）」の結成を発表[10]。
- 7月7日、「アイドルネッサンス『アワー・ソングス』アナログレコード化プロジェクト」について、7月7日の受注締切時において規定枚数に達する事が出来なかったため、プロジェクトの終了が発表された[40]。
- 7月26日、新体制初となる通算6枚目のシングル「君の知らない物語」発売。
- 7月30日 - 8月27日、初のライブツアー「君の街まで訪ねるネッサンス!!」を開催[39]。
- 10月2日・23日、主催2マンイベント「対するネッサンス!!」全4公演を開催。
- 11月6日、Zepp Diver Cityにて4thワンマンライブ「お台場で迸（ほとばし）るネッサンス!!」開催[41]。ライブ終了後、石野理子が2017年春に初のオリジナル曲のリリースを発表[42]。続けて、作詞作曲を手がける小出祐介からの手紙を、新井乃亜が代読[43]。
- 11月8日、東京・日本武道館にて開催された「アップアップガールズ（仮）日本武道館超決戦 Vol.1」にオープニングアクトとして出演[44]。
- 11月10日、LINE公式アカウント公開。

### 2017年
- 1月4日、東京・Mt. RAINIER HALL SHIBUYA PLEASURE PLEASUREにて「スマイルネッサンスvol.23 〜石野理子生誕企画〜」としてアコースティックライブを開催[45]。
- 2月14日、lyrical schoolとの期間限定コラボレーションユニット「リリカルネッサンス」名義でシングル「THE CUT」発売。リリースに先立ち2月11日に東京・LIQUIDROOMにて、最初で最後のコラボイベント「リリカルネッサンス『THE CUT』リリースパーティー」を開催[46]。
- 3月31日、東京・AKIBAカルチャーズ劇場で行われたAISの定期公演「AIS-Scream vol.8」にて、アイドルネッサンスとAISの活動を兼任していた宮本茉凜の兼任が、6月末をもって終了することを発表[47]。
- 4月2日、東京・渋谷WWW Xでのレギュラー公演「アイドルネッサンスを届けるネッサンス!!」にて、小出祐介が手がけたグループ初のオリジナルソング「交感ノート」を初披露。
- 5月3日、「交感ノート」のミュージックビデオをYouTubeで公開。2014年7月発表のデビュー曲「17才」のMVを手がけた須永秀明が監督を担当。撮影は約3年前に制作された「17才」のMVと同じロケーションで行われた[48]。
- 5月4日、東京・品川インターシティホールにて行われた結成3周年記念ライブ「シナガワで3周年を感謝するネッサンス!!」で、小出祐介の作詞作曲によるオリジナルソング第2弾「Blue Love Letter」を初披露。併せて、夏に小出が手がけたオリジナル曲4曲を収めた新作CDのリリースを発表[49]。さらに、夏にライブツアー「アイドルネッサンス サマーツアー 2017『君と夏を交感するネッサンス!! 〜Road to Brand New Dawn〜』」開催も発表された[14]。
- 7月30日、「FRESH!」にてメンバーそれぞれの個人チャンネルを開設。
- 8月2日、東京・ディファ有明でのワンマンライブ「アリアケでバトルネッサンス!!」が開催される10月28日までの期間限定で、メンバー個人Twitterをスタート[50]。
- 8月12日 - 20日、アイドルネッサンス サマーツアー 2017「君と夏を交感するネッサンス!!〜Road to Brand New Dawn〜」を開催[14]。
- 12月29日、WWW Xにて、「年またぎ！名曲ルネッサンス全曲披露ライブ」の第1部（1952年 - 1989年）・第2部（1990年 - 1999年）開催[51]。

### 2018年
- 1月8日、CLUB CITTA'にて、「年またぎ！名曲ルネッサンス全曲披露ライブ」の第3部（2000年 - 2010年）・第4部（2011年 - 2016年）開催[51]。
- 1月20日、公式ホームページにて、2月24日に行われる予定だった対バンライブの内容変更と当日をもっての解散が発表された[15]。
- 2月24日、横浜ベイホールにてラストライブ「ヨコハマで感謝するネッサンス！！」を開催し解散[16]。
- 5月4日、ラストアルバム「アイドルネッサンス」発売[52]。

## メンバー
基本フォーメーション：左から宮本茉凜、原田珠々華、百岡古宵、石野理子、南端まいな、比嘉奈菜子、野本ゆめか、新井乃亜
| 氏名        | よみ              | 生年月日（年齢）       | 出身地   | 血液型 | 身長   | 備考 |
| ----------- | ----------------- | ---------------------- | -------- | ------ | ------ | --- |
| 新井 乃亜   | あらい のあ       | 1999年1月17日（26歳）  | 埼玉県   | A型    | 158 cm | リーダー |
| 南端 まいな | みなみばた まいな | 2000年2月21日（25歳）  | 東京都   | O型    | 152 cm | 2018年8月15日にソロ活動開始。 2022年3月31日に芸能界引退。                                                                    |
| 比嘉 奈菜子 | ひが ななこ       | 2000年2月26日（25歳）  | 沖縄県   | A型    | 154 cm | 元琉球QT-BLUE |
| 石野 理子   | いしの りこ       | 2000年10月29日（24歳） | 広島県   | A型    | 155 cm | アクターズスクール広島出身。 2018年5月、バンド・赤い公園に加入。 2022年5月、ソロ活動を開始。 2023年8月、バンド・Aoooに加入。 |
| 宮本 茉凜   | みやもと まりん   | 2001年4月23日（24歳）  | 埼玉県   | AB型   | 162 cm | 元AIS兼任 |
| 百岡 古宵   | ももおか こよい   | 2001年4月30日（24歳）  | 岩手県   | A型    | 160 cm | 元B♭ 2019年4月20日、「開歌-かいか-」結成。                                                                                   |
| 原田 珠々華 | はらだ すずか     | 2002年6月24日（23歳）  | 神奈川県 | O型    | 160 cm | 2018年6月19日にソロ活動開始。                                                                                                |
| 野本 ゆめか | のもと ゆめか     | 2002年10月28日（22歳） | 埼玉県   | O型    | 160 cm | 2019年9月、“ユメカ・ナウカナ?”名義でWACKの新グループCARRY LOOSEに加入。 グループASPの現在メンバー（2021年以降）。            |

### 元メンバー
- 橋本 佳奈（はしもと かな、1996年12月5日（28歳） - ）- 初代リーダー、2015年9月30日卒業。

#### 元候補生
- かえで
- れな
- めぐみ
- りりか
- まお
- たまき

## 応援団
プロジェクト立ち上げに際して、SMA所属タレントが応援団となっている。
| #   | メンバー                         | 備考                                                                 |
| --- | -------------------------------- | -------------------------------------------------------------------- |
| 1号 | AMEMIYA                          | アイドルプロジェクトに捧げる歌「アイドルグループはじめました」を制作 |
| 2号 | 茂木淳一                         | 「茂木淳一&酒井瞳のアイドルネッサンスアワー」（YouTube）を配信       |
| 3号 | 酒井瞳 （元アイドリング!!!14号） | 「茂木淳一&酒井瞳のアイドルネッサンスアワー」（YouTube）を配信       |
| 4号 | オテンキ                         | 「オテンキの5minutesトークレッスン」（YouTube）                      |
| 5号 | 小梅太夫                         | 「マイケルジャクソン風なダンスレッスン」                             |

## 作品

### ミュージックカード
| # | タイトル                          | 発売日         | 品番                                | 収録内容 |
| - | --------------------------------- | -------------- | ----------------------------------- | --- |
| 1 | タイム・トラベル/Lucky            | 2015年10月27日 | TPRM-0005【アイドルネッサンスver.】 | 音源 ・タイム・トラベル ・Lucky 映像コンテンツ（movデータ） ・ワンマンライブドキュメント&メンバーインタビュー 音声コンテンツ（mp3データ） ・仮想ラジオ番組「あらちゃんラジオ」 イメージコンテンツ（jpgデータ） ・メンバー手書き歌詞カード |
| 1 | タイム・トラベル/Lucky            | 2015年10月27日 | TPRM-0006【新井乃亜ver.】           | 音源 ・タイム・トラベル ・Lucky 映像コンテンツ（movデータ） ・ワンマンライブドキュメント&メンバーインタビュー 音声コンテンツ（mp3データ） ・仮想ラジオ番組「あらちゃんラジオ」 イメージコンテンツ（jpgデータ） ・メンバー手書き歌詞カード |
| 1 | タイム・トラベル/Lucky            | 2015年10月27日 | TPRM-0007【石野理子ver.】           | 音源 ・タイム・トラベル ・Lucky 映像コンテンツ（movデータ） ・ワンマンライブドキュメント&メンバーインタビュー 音声コンテンツ（mp3データ） ・仮想ラジオ番組「あらちゃんラジオ」 イメージコンテンツ（jpgデータ） ・メンバー手書き歌詞カード |
| 1 | タイム・トラベル/Lucky            | 2015年10月27日 | TPRM-0008【比嘉奈菜子ver.】         | 音源 ・タイム・トラベル ・Lucky 映像コンテンツ（movデータ） ・ワンマンライブドキュメント&メンバーインタビュー 音声コンテンツ（mp3データ） ・仮想ラジオ番組「あらちゃんラジオ」 イメージコンテンツ（jpgデータ） ・メンバー手書き歌詞カード |
| 1 | タイム・トラベル/Lucky            | 2015年10月27日 | TPRM-0009【南端まいなver.】         | 音源 ・タイム・トラベル ・Lucky 映像コンテンツ（movデータ） ・ワンマンライブドキュメント&メンバーインタビュー 音声コンテンツ（mp3データ） ・仮想ラジオ番組「あらちゃんラジオ」 イメージコンテンツ（jpgデータ） ・メンバー手書き歌詞カード |
| 1 | タイム・トラベル/Lucky            | 2015年10月27日 | TPRM-0010【宮本茉凜ver.】           | 音源 ・タイム・トラベル ・Lucky 映像コンテンツ（movデータ） ・ワンマンライブドキュメント&メンバーインタビュー 音声コンテンツ（mp3データ） ・仮想ラジオ番組「あらちゃんラジオ」 イメージコンテンツ（jpgデータ） ・メンバー手書き歌詞カード |
| 1 | タイム・トラベル/Lucky            | 2015年10月27日 | TPRM-0011【百岡古宵ver.】           | 音源 ・タイム・トラベル ・Lucky 映像コンテンツ（movデータ） ・ワンマンライブドキュメント&メンバーインタビュー 音声コンテンツ（mp3データ） ・仮想ラジオ番組「あらちゃんラジオ」 イメージコンテンツ（jpgデータ） ・メンバー手書き歌詞カード |
| 2 | 雪が降る町/ガリレオのショーケース | 2015年11月24日 | TPRM-0012【アイドルネッサンスver.】 | 音源 ・雪が降る町 ・ガリレオのショーケース 映像コンテンツ（movデータ） ・あらちゃんTV 音声コンテンツ（mp3データ） ・仮想ラジオ番組「あらちゃんラジオ」 イメージコンテンツ（jpgデータ） ・メンバー手書き歌詞カード                         |
| 2 | 雪が降る町/ガリレオのショーケース | 2015年11月24日 | TPRM-0013【新井乃亜ver.】           | 音源 ・雪が降る町 ・ガリレオのショーケース 映像コンテンツ（movデータ） ・あらちゃんTV 音声コンテンツ（mp3データ） ・仮想ラジオ番組「あらちゃんラジオ」 イメージコンテンツ（jpgデータ） ・メンバー手書き歌詞カード                         |
| 2 | 雪が降る町/ガリレオのショーケース | 2015年11月24日 | TPRM-0014【石野理子ver.】           | 音源 ・雪が降る町 ・ガリレオのショーケース 映像コンテンツ（movデータ） ・あらちゃんTV 音声コンテンツ（mp3データ） ・仮想ラジオ番組「あらちゃんラジオ」 イメージコンテンツ（jpgデータ） ・メンバー手書き歌詞カード                         |
| 2 | 雪が降る町/ガリレオのショーケース | 2015年11月24日 | TPRM-0015【比嘉奈菜子ver.】         | 音源 ・雪が降る町 ・ガリレオのショーケース 映像コンテンツ（movデータ） ・あらちゃんTV 音声コンテンツ（mp3データ） ・仮想ラジオ番組「あらちゃんラジオ」 イメージコンテンツ（jpgデータ） ・メンバー手書き歌詞カード                         |
| 2 | 雪が降る町/ガリレオのショーケース | 2015年11月24日 | TPRM-0016【南端まいなver.】         | 音源 ・雪が降る町 ・ガリレオのショーケース 映像コンテンツ（movデータ） ・あらちゃんTV 音声コンテンツ（mp3データ） ・仮想ラジオ番組「あらちゃんラジオ」 イメージコンテンツ（jpgデータ） ・メンバー手書き歌詞カード                         |
| 2 | 雪が降る町/ガリレオのショーケース | 2015年11月24日 | TPRM-0017【宮本茉凜ver.】           | 音源 ・雪が降る町 ・ガリレオのショーケース 映像コンテンツ（movデータ） ・あらちゃんTV 音声コンテンツ（mp3データ） ・仮想ラジオ番組「あらちゃんラジオ」 イメージコンテンツ（jpgデータ） ・メンバー手書き歌詞カード                         |
| 2 | 雪が降る町/ガリレオのショーケース | 2015年11月24日 | TPRM-0018【百岡古宵ver.】           | 音源 ・雪が降る町 ・ガリレオのショーケース 映像コンテンツ（movデータ） ・あらちゃんTV 音声コンテンツ（mp3データ） ・仮想ラジオ番組「あらちゃんラジオ」 イメージコンテンツ（jpgデータ） ・メンバー手書き歌詞カード                         |

### 映像作品
| # | タイトル                                                          | 発売日        | レーベル          | 形態         | 品番      | 備考 |
| - | ----------------------------------------------------------------- | ------------- | ----------------- | ------------ | --------- | --- |
| 1 | アイドルネッサンス 1stワンマンライブ エビスではじまるネッサンス!! | 2016年2月23日 | T-Palette Records | DVD          | TPRD-0016 | 2015年10月4日に開催された1stワンマンライブの映像化 全22曲収録 特典映像 ・ワンマンDVDを初めて見るネッサンス!! 初回生産盤 封入特典 ・アイドルネッサンス“直筆”楽曲解説メッセージカード |
| 2 | アイドルネッサンス 4thワンマンライブ お台場で迸るネッサンス!!     | 2017年2月14日 | T-Palette Records | Blu-ray Disc | TPRB-0004 | 2016年11月6日に東京・Zepp DiverCity TOKYOで行われたワンマンライブの映像化 |

### アナログ盤
| タイトル | 発売日         | 規格            | 品番      | 収録曲          |
| -------- | -------------- | --------------- | --------- | --------------- |
| 17才     | 2015年10月17日 | 7インチシングル | TPRV-0017 | 17才 太陽と心臓 |

### 参加作品
- Various Artists『アイドルばかりピチカート-小西康陽×T-Palette Records-』（2015年4月22日） - 小西康陽プロデュースによる、ピチカート・ファイブ楽曲のカバー・アルバム。T-Palette Records所属の5グループが参加[注 4]。「不景気」「エアプレイン」に参加[66]。
- 「サンチェたいそう」（2017年2月） - プロサッカークラブ・サンフレッチェ広島のマスコットキャラクター・サンチェのテーマソング。堂島孝平による書き下ろし楽曲の歌唱を、石野理子が担当[67]。
- THE イナズマ戦隊『LIVE GOES ON!』（2017年5月3日） - バンドの結成20周年を記念してリリースされるメジャーレーベル復帰作。DISC 1の収録曲「Let's Go DO根性」にコーラスで参加[68]。

#### ドラマ
- 『日本一ちいさな本屋』（2017年3月中旬放送）※東日本大震災復興動画制作プロジェクトによる岩手復興ドラマ。百岡古宵が出演。
- 校則アイドル～淑女の学園～（2017年9月3日、MBS）[69] 新井のみ出演、生徒会長・勅使河原志乃役

#### 映画
- 『マイ・フレンドシップ・キルト』（2015年8月）※石野理子が主演の1人として出演[70]。
- 『ファーストアルバム』（2016年4月）※石野理子が主演の1人として出演[71]。

#### ミュージック・ビデオ
- フジファブリック「はじまりのうた」（2014年11月）※新井乃亜、南端まいな、比嘉奈菜子、宮本茉凜が出演[72]。
- オリー・マーズ「ルック・アット・ザ・スカイ」（2015年1月）※石野理子が出演[73]。
- さよならポニーテール「夏の魔法 feat.曽我部恵一+ザ・なつやすみバンド」（2015年9月）※石野理子が出演[74]。
- アップアップガールズ（仮）「パーリーピーポーエイリアン」（2016年3月）※比嘉奈菜子が出演[75][76][77]。
- Naboなあぼう featuring YAMOTO「桜ノ雪」（2016年11月）※比嘉奈菜子が出演[78]。
- さよならポニーテール「放課後てれぽ〜と」（2017年6月）※野本ゆめかが出演[79][80]。

#### その他
- オンラインゲーム『剣と魔法のログレス いにしえの女神』TVCM（共に戦う編）（2016年1月）※南端まいながCMに出演。
- LoGiRL【ショートヘア限定グラビア】青山裕企「髪は短し 恋せよ乙女」第63回（2016年8月31日）[81]※野本ゆめかのグラビアとインタビューを掲載。
- 『ラグビーサミット第2回「大学ラグビーが日本を熱くする!」〜2016年シーズン徹底解剖〜』（2016年9月15日 株式会社カンゼン）※メンバー全員による表紙とグラビア、南端の早稲田大学菅平合宿のレポートを掲載[82]。
- アイドル・シャッフルドラマ選手権（2017年3月12日 - 4月30日、MBS）[83] 新井のみ出演

### 電子書籍
- PROTO STAR アイドルネッサンス vol.1〜3[84][85][86]（2015年3月14日 ジュピマール 撮影：HIROKAZU）

## カバー楽曲
- 特記なきものはシングルのタイトル曲。

- Base Ball Bear「17才」[87]:アルバム『十七歳』収録。「恋する感覚」[88]:アルバム『THE CUT』収録。「The Cut -feat. RHYMESTER」（リリカルネッサンス名義）
- 真心ブラザーズ「どかーん」「空にまいあがれ」「Dear, Summer Friend」[89]
- 村下孝蔵「初恋」[89]
- PUFFY「愛のしるし」
- 木村カエラ「Butterfly」「BANZAI」
- サンボマスター「ミラクルをキミとおこしたいんです」[87]
- 大江千里「夏の決心」[89]「YOU」[89]「Rain」
- 大瀧詠一「Happy Endで始めよう」[88]:シングル『幸せな結末』カップリング
- ユニコーン「PTA〜光のネットワーク」[87]:アルバム『おどる亀ヤプシ』収録。「雪が降る町」
- 東京スカパラダイスオーケストラ「太陽と心臓」[87]:アルバム『欲望』収録
- SAWA「Good day Sunshine」
- UNISON SQUARE GARDEN「ガリレオのショーケース」[88]:シングル『センチメンタルピリオド』カップリング
- THE イナズマ戦隊「手を打ち鳴らせ!!」[89]:アルバム『未来の地図』収録。「ドカン行進曲（己編）」[89]:シングル『合言葉〜シャララ〜』収録
- チャットモンチー「シャングリラ」
- 岡村靖幸「あの娘ぼくがロングシュート決めたらどんな顔するだろう」[88]
- SUPERCAR「Lucky」[88]
- 氣志團「SECRET LOVE STORY」
- ふくろうず「テレフォン No.1」:同名のアルバム収録
- 片平里菜「女の子は泣かない」
- 原田真二「タイム・トラベル」[87]
- 青い三角定規「太陽がくれた季節」
- フジファブリック「夜明けのBEAT」:アルバム『MUSIC』収録
- 久保田早紀「異邦人」
- PERSONZ「7COLORS -Over The Rainbow-」
- 美空ひばり「お祭りマンボ」
- チューリップ「虹とスニーカーの頃」
- ザ・ブーム「星のラブレター」[88]
- 佐野元春「ガラスのジェネレーション」
- 久保田利伸「流星のサドル」[87]:アルバム『SHAKE IT PARADISE』収録
- 槇みちる「若いってすばらしい」
- 松山千春「季節の中で」
- THE HIGH-LOWS「日曜日よりの使者」
- EPO「う、ふ、ふ、ふ、」[89]
- HoneyWorks「金曜日のおはよう」[89]:複数のヴァージョンあり
- the pillows「Funny Bunny」[87]:アルバム『HAPPY BIVOUAC』収録
- JERRY LEE PHANTOM「MUSIC LOVERS」[87]:アルバム『HIGH★SCHOOL★DISCO』収録
- KANA-BOON「シルエット」[88]
- キンモクセイ「二人のアカボシ」
- 小泉今日子「木枯らしに抱かれて」
- WANIMA「リベンジ」:アルバム『Are You Coming?』収録
- スピッツ「スパイダー」
- 高野寛「ベステン ダンク」[88]
- TM NETWORK「STILL LOVE HER (失われた風景)」[87]
- androp「Yeah! Yeah! Yeah!」:アルバム『androp』収録
- ASIAN KUNG-FU GENERATION「君の街まで」
- supercell「君の知らない物語」[88]
- 渡辺美里「夏が来た!」
- スキマスイッチ「トラベラーズ・ハイ」[89]:シングル『スカーレット』カップリング
- HiGE「それではみなさん良い旅を!」:アルバム『それではみなさん良い旅を!』収録
- アンダーグラフ「旅する花の物語」:ミニアルバム『未来は続くよどこまでも』収録
- ザ・コレクターズ「自分メダル」:アルバム『言いたいこと 言えないこと 言いそびれたこと』収録
- 奥田民生「風は西から」:アルバム『O.T.Come Home』収録
- ウルフルズ「それが答えだ！」:アルバム『Let's Go』収録
- FAIRCHILD「きらいだよ」:アルバム『Singles』収録
- KAN「REGIKOSTAR 〜レジ子スターの刺激〜」:アルバム『カンチガイもハナハダしい私の人生』収録
- 堂島孝平「6AM」:アルバム『VIVAP』収録
- オワリカラ「踊るロールシャッハ」:アルバム『サイハテソングス』収録
- 岡村靖幸 w 小出祐介「愛はおしゃれじゃない」:アルバム『幸福』収録

イベント限定楽曲
- 池澤春菜「シンデレラ・ルネサンス」:特撮ヒーローもの「ボイスラッガー」挿入歌
- 国生さゆり「バレンタイン・キッス」
- miwa「片想い」
- ももいろクローバー 「走れ!」:シングル『行くぜっ!怪盗少女』収録
- ベイビーレイズ 「ベイビーステップ」
- lyrical school 「I.D.O.L.R.A.P」:アルバム『SPOT』収録
- 風男塾 「七色の鳥」:アルバム『STAR TRAVELLER』収録
- Party Rockets 「セツナソラ」

候補生（2016）楽曲
- さんみゅ〜 「春が来て僕たちはまた少し大人になる」
- GALETTe 「Neo Disco」:シングル『G』カップリング

## 出演

### テレビ
- アイドルお宝くじ

| # | テレビ朝日 26:50 - 27:20 | BS朝日 26:30 - 27:00 | CSテレ朝チャンネル 24:00 - 24:30 |
| - | ------------------------ | -------------------- | -------------------------------- |
| 1 | 2014年10月03日           | 2014年10月04日       | 2014年11月07日                   |
| 2 | 2014年10月10日           | 2014年10月11日       | 2014年11月14日                   |
| 3 | 2014年10月17日           | 2014年10月25日       | 2014年11月21日                   |
| 8 | 2014年12月12日           | 2014年12月20日       | 2015年01月16日                   |

- ライブB♪（2015年3月31日、TBSテレビ）
- MUSIC JAPAN（2016年1月10日、NHK総合） - 「MJ NEW GENERATION SP」に出演[90]。
- アイドルNO編集ぶらり旅 そのまんま流 （2016年12月 - 2017年9月、Kawaiian for ひかりTV、Kawaiian for ひかりTV4K）- 宮本茉凜がレギュラー出演。比嘉奈菜子(2017年4月22、29日、5月6、13日)と原田珠々華(2017年5月20、27日、6月3、10日)がゲスト出演。

### ラジオ
- アイドルネッサンスの1ヶ月 トークに磨きをかけルネッサンス!!（2015年10月、アール・エフ・ラジオ日本）
- アイドルネッサンスのしゃべくるネッサンス（2015年10月4日 - 2016年3月27日、FM-FUJI） - 毎週日曜19:30-20:00。
- アイドルネッサンス 石野理子のリコイズム(2017年4月4日 - 放送中、中国放送) - 毎週火曜日23時頃ラジプリズム内

### インターネット
- アイドルネッサンスの本性がとび出るネッサンス（2015年5月13日 -  2017年12月27日[注 5]、SHOWROOM） - 隔週水曜19:00-19:45。

## ライブ・イベント

### レギュラー公演
| 公演日   | 公演名                                                                   | 会場                     | 備考                                                     |
| 2014年   | 2014年                                                                   | 2014年                   | 2014年                                                   |
| -------- | ------------------------------------------------------------------------ | ------------------------ | -------------------------------------------------------- |
| 07月25日 | 新人公演 真夏のシンデレラたち 「AKIBAカルチャーズ劇場×名曲ルネッサンス」 | AKIBAカルチャーズ劇場    |                                                          |
| 08月01日 | 新人公演 真夏のシンデレラたち 「AKIBAカルチャーズ劇場×名曲ルネッサンス」 | AKIBAカルチャーズ劇場    |                                                          |
| 08月08日 | 新人公演 真夏のシンデレラたち 「AKIBAカルチャーズ劇場×名曲ルネッサンス」 | AKIBAカルチャーズ劇場    |                                                          |
| 08月15日 | 新人公演 真夏のシンデレラたち 「AKIBAカルチャーズ劇場×名曲ルネッサンス」 | AKIBAカルチャーズ劇場    |                                                          |
| 08月22日 | 新人公演 真夏のシンデレラたち 「AKIBAカルチャーズ劇場×名曲ルネッサンス」 | AKIBAカルチャーズ劇場    |                                                          |
| 08月29日 | 新人公演 真夏のシンデレラたち 「AKIBAカルチャーズ劇場×名曲ルネッサンス」 | AKIBAカルチャーズ劇場    |                                                          |
| 10月20日 | アキバで頑張るネッサンス!!                                               | AKIBAカルチャーズ劇場    |                                                          |
| 11月10日 | アキバで頑張るネッサンス!!                                               | AKIBAカルチャーズ劇場    |                                                          |
| 11月24日 | アキバで頑張るネッサンス!!                                               | AKIBAカルチャーズ劇場    | 2回公演                                                  |
| 12月22日 | アキバで頑張るネッサンス!!                                               | AKIBAカルチャーズ劇場    |                                                          |
| 12月29日 | アキバで頑張るネッサンス!!                                               | AKIBAカルチャーズ劇場    |                                                          |
| 2015年   |                                                                          |                          |                                                          |
| 01月12日 | アキバで高まるネッサンス!!                                               | AKIBAカルチャーズ劇場    |                                                          |
| 01月26日 | アキバで高まるネッサンス!!                                               | AKIBAカルチャーズ劇場    |                                                          |
| 02月02日 | アキバで高まるネッサンス!!                                               | AKIBAカルチャーズ劇場    |                                                          |
| 02月11日 | アキバで高まるネッサンス!!                                               | AKIBAカルチャーズ劇場    |                                                          |
| 03月23日 | アキバで高まるネッサンス!!                                               | AKIBAカルチャーズ劇場    |                                                          |
| 03月30日 | アキバで高まるネッサンス!!                                               | AKIBAカルチャーズ劇場    |                                                          |
| 04月20日 | アキバで漲るネッサンス!!vol.1                                            | AKIBAカルチャーズ劇場    |                                                          |
| 04月27日 | アキバで漲るネッサンス!!vol.2                                            | AKIBAカルチャーズ劇場    |                                                          |
| 05月04日 | アキバで1周年を感謝するネッサンス!!                                      | AKIBAカルチャーズ劇場    | 結成1周年記念ライブ                                      |
| 05月18日 | アキバで漲るネッサンス!!vol.3                                            | AKIBAカルチャーズ劇場    |                                                          |
| 06月01日 | アキバで漲るネッサンス!!vol.4                                            | AKIBAカルチャーズ劇場    |                                                          |
| 06月15日 | アキバで漲るネッサンス!!vol.5                                            | AKIBAカルチャーズ劇場    |                                                          |
| 07月13日 | アキバで想い出トラベルネッサンスvol.1                                    | AKIBAカルチャーズ劇場    |                                                          |
| 07月20日 | アキバで想い出トラベルネッサンスvol.2                                    | AKIBAカルチャーズ劇場    |                                                          |
| 08月10日 | アキバで想い出トラベルネッサンスvol.3                                    | AKIBAカルチャーズ劇場    |                                                          |
| 08月21日 | アキバで想い出トラベルネッサンスvol.4                                    | AKIBAカルチャーズ劇場    |                                                          |
| 09月07日 | アキバで想い出トラベルネッサンスvol.5                                    | AKIBAカルチャーズ劇場    |                                                          |
| 09月21日 | アキバで想い出トラベルネッサンスvol.6                                    | AKIBAカルチャーズ劇場    | 橋本佳奈卒業公演                                         |
| 11月08日 | エビスで想い出トラベルネッサンスvol.1                                    | 恵比寿ザ・ガーデンルーム |                                                          |
| 12月12日 | エビスで想い出トラベルネッサンスvol.2                                    | 恵比寿ザ・ガーデンルーム |                                                          |
| 2016年   |                                                                          |                          |                                                          |
| 01月17日 | エビスで想い出トラベルネッサンスvol.3                                    | 恵比寿ザ・ガーデンルーム |                                                          |
| 2017年   |                                                                          |                          |                                                          |
| 03月04日 | アイドルネッサンスを届けるネッサンス!!                                   | 東京・新宿Reny           | 会場や地域を変えながら長期的に実施される単独公演シリーズ |
| 03月26日 | アイドルネッサンスを届けるネッサンス!!                                   | 宮城・仙台darwin         | 会場や地域を変えながら長期的に実施される単独公演シリーズ |
| 04月08日 | アイドルネッサンスを届けるネッサンス!!                                   | 大阪・umeda AKASO        | 会場や地域を変えながら長期的に実施される単独公演シリーズ |

### 主催イベント
| 公演日   | 公演名                                                                         | 会場                                       | 備考                                                                                                 |
| 2014年   | 2014年                                                                         | 2014年                                     | 2014年                                                                                               |
| -------- | ------------------------------------------------------------------------------ | ------------------------------------------ | --- |
| 11月01日 | スマイルネッサンスvol.1                                                        | SME乃木坂ビル                              | ライブ / 企画コーナー / 石野理子生誕企画 / 物販特典会                                                |
| 12月14日 | スマイルネッサンスvol.2                                                        | SME乃木坂ビル                              | ライブ / 企画コーナー / 橋本佳奈生誕企画 / 物販特典会                                                |
| 2015年   |                                                                                |                                            | |
| 01月25日 | スマイルネッサンスvol.3                                                        | SME乃木坂ビル                              | ライブ / 企画コーナー / 新井乃亜生誕企画 / 物販特典会                                                |
| 02月14日 | スマイルネッサンスvol.4                                                        | SME乃木坂ビル                              | 【バレンタインスペシャル】 映像上映企画 / バレンタイン限定楽曲ライブ / 特典会                        |
| 03月01日 | スマイルネッサンスvol.5                                                        | SME乃木坂ビル                              | ライヴ / 企画コーナー / 南端まいな生誕企画 / 物販特典会                                              |
| 03月14日 | スマイルネッサンスvol.6                                                        | SME乃木坂ビル                              | ライヴ / 企画コーナー / 比嘉奈菜子生誕企画 / 特典会                                                  |
| 04月19日 | スマイルネッサンスvol.7                                                        | SME乃木坂ビル                              | ライヴ / 企画コーナー / 宮本茉凜生誕企画 / 特典会                                                    |
| 05月17日 | スマイルネッサンスvol.8                                                        | SME乃木坂ビル                              | ライヴ / 企画コーナー / 百岡古宵生誕企画 / 特典会                                                    |
| 08月26日 | スマイルネッサンスvol.9                                                        | SME乃木坂ビル                              | 「妄想動画（浴衣編）」上映企画 / 浴衣のメンバーとロング特典会                                        |
| 11月14日 | スマイルネッサンスvol.10〜石野理子生誕企画〜                                   | AKIBAカルチャーズ劇場                      | 企画コーナー / 石野理子ソロライブ / 物販特典会                                                       |
| 12月19日 | アイドルネッサンスシークレット文化祭                                           | みらい館大明                               | ミュージックフォトカードvol.1、vol.2購入者対象イベント                                               |
| 12月25日 | スマイルネッサンスvol.11〜クリスマスマイルネッサンス〜                         | AKIBAカルチャーズ劇場                      | クリスマスミニライブ / クリスマス特別企画 / クリスマス衣装で特典会                                   |
| 2016年   |                                                                                |                                            | |
| 01月03日 | SMAアイドルネッサンス部 presents アキバで2016年はじめるネッサンス!!            | AKIBAカルチャーズ劇場                      | 新年のご挨拶 / ミニライブ / アイドルネッサンス候補生お披露目 / 物販特典会 昼の部13:30-、夜の部17:30- |
| 01月31日 | スマイルネッサンスvol.12〜新井乃亜生誕企画〜                                   | AKIBAカルチャーズ劇場                      | 企画コーナー / 新井乃亜ソロライブ / 物販特典会                                                       |
| 03月05日 | スマイルネッサンスvol.13〜南端まいな生誕企画〜                                 | AKIBAカルチャーズ劇場                      | 企画コーナー / 南端まいなソロライブ / 物販特典会                                                     |
| 03月19日 | スマイルネッサンスvol.14〜比嘉奈菜子生誕企画〜                                 | AKIBAカルチャーズ劇場                      | 企画コーナー / 比嘉奈菜子ソロライブ / 物販特典会                                                     |
| 04月24日 | スマイルネッサンスvol.15〜宮本茉凜生誕企画〜                                   | AKIBAカルチャーズ劇場                      | 企画コーナー / 宮本茉凜ソロライブ / 物販特典会                                                       |
| 05月15日 | スマイルネッサンスvol.16〜百岡古宵生誕企画〜                                   | AKIBAカルチャーズ劇場                      | 企画コーナー / 百岡古宵ソロライブ / 物販特典会                                                       |
| 08月09日 | スマイルネッサンスvol.17〜17回 It's a Seventeen. 浴衣で蔵出し映像上映会〜      | SME乃木坂ビル                              | 「スマイルネッサンスvol.11〜vol.16」のユニット曲の映像上映 / 浴衣を着たメンバーと9ショットチェキ会   |
| 08月10日 | スマイルネッサンスvol.18〜「妄想動画2016夏」上映会〜                           | SME乃木坂ビル                              | 「妄想動画2016夏」上映 / 妄想動画の衣装で特典会                                                      |
| 10月02日 | 主催2マンイベント「対するネッサンス!!」                                        | 下北沢GARDEN                               | "対する" PASSPO☆                                                                                     |
| 10月02日 | 主催2マンイベント「対するネッサンス!!」                                        | 下北沢GARDEN                               | "対する" 寺嶋由芙                                                                                    |
| 10月23日 | 主催2マンイベント「対するネッサンス!!」                                        | 渋谷TSUTAYA O-WEST                         | "対する" チャオ ベッラ チンクエッティ                                                                |
| 10月23日 | 主催2マンイベント「対するネッサンス!!」                                        | 渋谷TSUTAYA O-WEST                         | "対する" Negicco                                                                                     |
| 11月12日 | スマイルネッサンスvol.19〜野本ゆめか生誕企画〜                                 | AKIBAカルチャーズ劇場                      | 企画コーナー / 野本ゆめかソロライブ / 物販特典会                                                     |
| 12月24日 | スマイルネッサンスvol.20～クリスマスマイルネッサンス2016～                     | SME乃木坂ビル                              | 企画コーナー / 物販特典会                                                                            |
| 12月24日 | スマイルネッサンスvol.21〜クリスマスマイルネッサンス2016〜                     | SME乃木坂ビル                              | 企画コーナー / 物販特典会                                                                            |
| 2017年   |                                                                                |                                            | |
| 1月 4日  | スマイルネッサンスvol.22〜2016年を振り返りつつ2017年に弾みをつけるネッサンス〜 | Mt. RAINIER HALL SHIBUYA PLEASURE PLEASURE | トークセッション / 物販特典会                                                                        |
| 1月 4日  | スマイルネッサンスvol.23〜石野理子生誕企画〜                                   | Mt. RAINIER HALL SHIBUYA PLEASURE PLEASURE | 石野理子アコースティックライブ / 物販特典会                                                          |
| 3月 19日 | スマイルネッサンスvol.24～新井乃亜 生誕企画～                                  | ラジアントホール                           | 新井乃亜アコースティックライブ /ラジオ公開生収録/ 物販特典会                                         |
| 4月 22日 | スマイルネッサンスvol.25～南端まいな生誕企画～                                 | 品川プリンスホテル クラブeX                | |
| 4月 29日 | スマイルネッサンスvol.26～比嘉奈菜子 生誕企画～                                | 白金高輪SELENE b2                          | |
| 4月 29日 | 二丁ハロ×アイドルネッサンスツーマンライブ～二丁目ルネッサンス～                | 白金高輪SELENE b2                          | |
| 5月 14日 | アイドルネッサンス×ЯeaLツーマンライブ「ウメダでリアルネッサンス！！」          |                                            | |
| 5月 21日 | スマイルネッサンスvol.27～宮本茉凜 アイドルネッサンス＆AIS合同 生誕企画～      | 下北沢GARDEN                               | |
| 7月 16日 | スマイルネッサンスvol.28～百岡古宵 生誕企画～                                  | 下北沢CLUB Que                             | |
| 10月 9日 | スマイルネッサンスvol.29～原田珠々華生誕企画～                                 | 新宿MARZ                                   | |
| 11月 4日 | スマイルネッサンスvol.30～野本ゆめか 生誕企画～                                | 表参道GROUND                               | |
| 11月12日 | スマイルネッサンスvol.31～石野理子 生誕企画～                                  | duo MUSIC EXCHANGE                         | |

### ワンマンライブ
| 公演日   | 公演名                                                                     | 会場                             | 備考                                                                     |
| 2015年   | 2015年                                                                     | 2015年                           | 2015年                                                                   |
| -------- | -------------------------------------------------------------------------- | -------------------------------- | ------------------------------------------------------------------------ |
| 10月04日 | 1stワンマンライブ エビスではじまるネッサンス!!                             | 恵比寿ザ・ガーデンルーム         |                                                                          |
| 2016年   |                                                                            |                                  |                                                                          |
| 02月28日 | エビスですこぶるネッサンス!!                                               | LIQUIDROOM                       |                                                                          |
| 05月04日 | シブヤで2周年を感謝するネッサンス!!                                        | TSUTAYA O-EAST                   |                                                                          |
| 06月11日 | 新体制お披露目するネッサンス!!                                             | 日本消防会館（ニッショーホール） | アイドルネッサンス新体制、AIS（アイス）結成発表                          |
| 09月18日 | アイドルネッサンス部ジョイント公演「愛するネッサンス！！」                 | 渋谷WWW                          | アイドルネッサンス、AIS（アイス）合同公演 / 2回公演                      |
| 11月06日 | 4thワンマンライブ「お台場で迸（ほとばし）るネッサンス!!」                  | Zepp DiverCity                   | 2017年春に初のオリジナル曲リリースを発表                                 |
| 12月11日 | 梅田で迸るネッサンス!!                                                     | UMEDA CLUB QUATTRO               |                                                                          |
| 2017年   |                                                                            |                                  |                                                                          |
| 5月4日   | アイドルネッサンス結成3周年ライブ「シナガワで3周年を感謝するネッサンス!!」 | 品川インターシティホール         | AISがゲスト出演                                                          |
| 10月28日 | アリアケでバトルネッサンス!!                                               | 東京・ディファ有明               |                                                                          |
| 12月29日 | 「年またぎ！名曲ルネッサンス全曲披露ライブ」（第1部・第2部）               | 渋谷WWW X                        |                                                                          |
| 2018年   |                                                                            |                                  |                                                                          |
| 1月8日   | 「年またぎ！名曲ルネッサンス全曲披露ライブ」（第3部・第4部）               | CLUB CITTA'                      |                                                                          |
| 2月24日  | 「ヨコハマで感謝するネッサンス！！」                                       | 横浜ベイホール                   | 当初対バンライブ「ヨコハマでバトルネッサンス！！」として開催予定であった |

### ライブツアー
アイドルネッサンス 1stツアー「君の街まで訪ねるネッサンス!!」（2016年）
- 7月30日 - 東京・新宿BLAZE
- 8月13日 - 宮城・darwin（昼・夜2回公演）
- 8月26日 - 愛知・名古屋ライブホールM.I.D
- 8月27日 - 大阪・Shangri-La[110]

アイドルネッサンス サマーツアー 2017「君と夏を交感するネッサンス!!〜Road to Brand New Dawn〜」（2017年）
- 8月12日 - 宮城・仙台darwin（開場17:00、開演17:30）
- 8月13日 - 愛知・名古屋JAMMIN'（開場17:00、開演17:30）
- 8月20日 - 大阪・umeda TRAD（開場16:15、開演17:00）

### 候補生公演
| 公演日   | 公演名                            | 会場                  | 備考                           |
| 2016年   | 2016年                            | 2016年                | 2016年                         |
| -------- | --------------------------------- | --------------------- | ------------------------------ |
| 02月07日 | アキバで見つけるネッサンス!!vol.1 | AKIBAカルチャーズ劇場 | 昼の部 12:00-、夕方の部 16:00- |
| 03月06日 | アキバで見つけるネッサンス!!vol.2 | AKIBAカルチャーズ劇場 | 昼の部 12:00-、夕方の部 16:00- |
| 04月17日 | アキバで見つけるネッサンス!!vol.3 | AKIBAカルチャーズ劇場 | 昼の部 12:00-、夕方の部 16:00- |

### 対外イベント
2017年
- 1月3日 - TOKYO IDOL PROJECT×@JAM ニューイヤープレミアムパーティ2017[117]
- 2月11日 - 湯会@東京天然温泉 古代の湯（東京・東京天然温泉 古代の湯）[118]
- 2月11日 - リリカルネッサンス「THE CUT」リリースパーティ（東京・恵比寿LIQUIDROOM）[119]
- 3月12日 - IN CLOSET 2017（東京・東京キネマ倶楽部）[120]
- 3月12日 - 虹をかけるネッサンス（東京・渋谷WWW X）※虹のコンキスタドールとのツーマン[121]
- 3月25日 - NEXT歌謡フェス2017（東京・新宿LOFT）[122]
- 4月1日 - @JAM THE WORLD 春のジャムまつり!2017（東京・新宿ReNY）[123]
- 4月15日 - タワワヒットパレード vol.3（愛知・名古屋CLUB QUATTRO）
- 4月16日 - FM OH! presents MAZALOOP 2017（大阪・アメリカ村FANJ twice at FM OH! presents MAZALOOP 2017会場）
- 4月30日 - タワレコ新宿 IDOL Meeting Vol.2（東京・恵比寿LIQUIDROOM）[124]
- 5月7日 - 東京アイドル劇場プレミアム（東京・品川THE GRAND HALL）
- 5月24日 - オワリカラ タカハシヒョウリ企画「時代をぶっとばせ」（東京・新宿MARZ）
- 5月27日 - Shimokitazawa SOUND CRUISING 2017（東京・新代田FEVER）
- 8月26日 - 27日 - @JAM EXPO 2017（神奈川・横浜アリーナ）※コラボステージ「EXPO Special JAM Session」にて、アイドルネッサンスと17歳のアイドルたちが「17才」を披露[125]
- 9月2日 - 20th anniversary! THEイナズマ戦隊 JAPAN TOUR 2017-2018（静岡・UMBER）
- 9月10日 - アイドル甲子園 SUMMER FESTIVAL2017（新木場STUDIO COAST）
- 9月22日 - フィロソフィーのダンス定期公演 『FUNKY BUT CHIC Vol.17』（東京・下北沢GARDEN）※フィロソフィーのダンス、ヤなことそっとミュート、アイドルネッサンス（新井、南端、比嘉、宮本、原田、野本）
- 10月21日 - MITSUBACHI FES 2017 in TOKYO 〜5th Anniversary〜（東京・恵比寿LIQUIDROOM）
- 10月29日 - 第52回かまた祭 アイドルネッサンスLIVE（東京・日本工学院専門学校 蒲田キャンパス 片柳記念ホール）※アイドルネッサンス初の学園祭ライブ

## 出展
- 「TOKYO IDOL NET presents アイドルカメラ部 写真展」（2017年5月16日 - 30日、原宿 FUJIFILM WONDER PHOTO SHOP）[126]- 新井のみ